# Uudam
Uudam, también conocido como Wudamu (9 de septiembre de 1999), es un cantante chino, de etnia mongol. Participó en un concurso de canto de temporada 2011, llamado "China's Got Talent". Es miembro del coro infantil "Hulunbuir".

## Biografía
Uudam nació el 9 de septiembre de 1999, en Hulun Buir, Mongolia Interior, China. Los niños de esa región se consideran fuertes y resistentes, y Uudam es especialmente fuerte, en comparación con el resto de los habitantes de su edad. Su trágica historia ha conmovido al mundo entero. Su madre tuvo un accidente, al ser arrollada por un vehículo mientras se dirigía a una de las actuaciones del niño, que ya desde temprana edad, hacía audiciones para ser cantante, haciendo alarde de una voz melodiosa y especial. La mamá quedó gravemente herida, incapaz de moverse. Uudam y su padre se dedicaron entonces íntegramente a cuidarla y alimentarla, esperando y rezando por su recuperación. No fue así, y falleció tan sólo un año después. Uudam quedó terriblemente marcado y afectado desde entonces, varios allegados reconocen como el pequeño cambió para siempre y se volvió menos travieso y juguetón y más sosegado, reflexivo y tímido, articulando muy pocas palabras. El drama no terminó ahí para el pequeño Uudam, ya que a la edad de 8 años, cuando el niño salía en una retransmisión televisiva de su país, actuando con el coro del cual formaba parte, su padre, quien se desplazaba en un vehículo para verle cantar, sufrió también un accidente de tráfico, terminando su vida en el acto.
Al quedar huérfano, fue adoptado por el cantautor y periodista Buren Bayaer y Wurina Bayaer, directores de la coral infantil "Hulunbuir".

## En China's Got Talent
Uudam participó en un concurso de canto de temporada 2011 llamado "China's Got Talent". En esto concurso interpretó temas musicales en mongol, entre una de sus canciones fue "Mother in the Dream" o "Madre en el sueño". También interpretó un tema musical con sus padres adoptivos, Buren y Wurina Bayaer. En una parte, participó en un video musical de Buren Bayaer, con un tema musical titulado "Take Me To The Prairie".

## Discografía
- 2011: "Mother far away" (chin. 梦中的额吉, "Meng zhong de eji" ) – Guangdong Audio B006G79YT4, CD (5 titles) + DVD (music video "Mother in the Dream")
- (Music video "Mother in the Dream" (梦中的额吉) = (梦中的额吉)

## Filmografía
- 2011: The Men with Blue Dots (mong. Хөх толбот хүмүүс, "Hoh Tolbot Humuus")[1] – as child Ganbaa
- 2012: Night Blooming (chin. 隔窗有眼) (horror movie)[2] – as the leading actor in the role of 小虎 (Xiao Hu, “Little Tiger”)
- 2013: Uudam Charity Mini Movie "Spring-Bound School Bus" (short movie)